# The Andrew Lloyd Webber Collection
The Andrew Lloyd Webber Collection è un album di raccolta della cantante britannica Sarah Brightman, pubblicato nel 1997.

## Tracce
1. The Phantom of the Opera (feat. Michael Crawford) – 4:21
2. Unexpected Song – 2:56
3. Chanson d'Enfance – 3:56
4. All I Ask of You (feat. Cliff Richard) – 4:10
5. Don't Cry for Me Argentina – 5:54
6. Another Suitcase in Another Hall – 3:21
7. Love Changes Everything – 3:35
8. Amigos para siempre (feat. José Carreras) – 4:36
9. Memory – 3:58
10. Gus: The Theatre Cat (feat. Sir John Gielgud) – 5:11
11. Anything but Lonely – 2:57
12. Macavity: The Mystery Cat – 4:44
13. Tell Me on a Sunday – 3:45
14. Wishing You Were Somehow Here Again – 3:32
15. Pie Jesu (feat. Paul Miles-Kingston) – 3:56
16. The Music of the Night – 5:22